# Marlín
Marlín är en kommun i Spanien.   Den ligger i provinsen Provincia de Ávila och regionen Kastilien och Leon, i den centrala delen av landet, 100 km väster om huvudstaden Madrid. Arean är 6,4 kvadratkilometer.
Terrängen i Marlín är lite kuperad.